# Nemorilla pyste
Nemorilla pyste là một loài ruồi trong họ Tachinidae.